# Hunové
Hunové byli kočovný kmen či kmenový svaz, který mezi 4. a 6. stoletím žil ve střední Asii, na Kavkaze a ve východní Evropě. Hunové výrazně zasáhli do stěhování národů, což byl faktor, který přispěl ke kolapsu západořímské říše. V roce 370 Hunové dorazili k Volze a přibližně od roku 430 založili v Evropě obrovskou, byť krátkodobou Hunskou říši, zahrnující území od Volhy až k římským hranicím na Rýnu. Porazili Góty a další germánské národy žijící mimo hranice římské říše na východě a způsobili migraci mnoha dalších, kteří uprchli na římská území. Hunové podnikali, zejména za vlády krále Attily, časté a ničivé nájezdy na území východořímské říše. V roce 451 napadli západořímskou provincii Galii, kde bojovali s kombinovanou armádou Římanů a Vizigótů v bitvě na Katalaunských polích a roku 452 napadli Itálii. Po Attilově smrti v roce 453 přestali být Hunové pro Řím hlavní hrozbou a po bitvě na řece Nedao (454?) přišli o velkou část říše a její území obsadily germánské kmeny, které předtím byly vazaly Hunů.
Potomci Hunů nebo následovníci s podobnými jmény jsou zmiňováni sousedními populacemi směrem na jih, východ a západ jako okupované části východní Evropy a střední Asie od asi 4. do 6. století. Varianty jména Hun jsou na Kavkaze zaznamenány až do začátku 8. století. Vzpomínka na Huny také žije v několika životopisech křesťanských svatých, kde Hunové hrají roli zarytých protivníků, stejně jako v germánských hrdinských legendách, kde jsou Hunové nejčastěji odpůrci, méně často však i spojenci, germánských hlavních postav (např. Dietricha z Bernu). V Uhrách vznikla legenda založená na středověkých kronikách, v nichž Maďaři a zejména etnická skupina Sikulů pochází z Hunů. Hlavní proud historické vědy však odmítá úzké spojení mezi Maďary a Huny. Moderní kultura obecně spojuje Huny s extrémní krutostí a barbarstvím.

## Původ a kultura Hunů
Původ, jazyková a etnická příslušnost Hunů je předmětem diskuzí. Hunové přišli z Asie, přesto dodnes není zcela známé místo jejich přesného původu. V 18. století přišel jako první francouzský učenec Joseph de Guignes s myšlenkou spojitosti mezi Huny a Siungny, kteří byli ve 3. století př. n. l. severními sousedy Číny (nájezdníci z Mongolska, kvůli nimž byla zřejmě také budována Velká čínská zeď). Předpokládá se, že kočovné kmeny Siungnuové, kteří byli pravděpodobně turkického původu a kvůli nimž byla budována Velká čínská zeď, vytvořili ve starověku na území Mongolska mocný kmenový svaz. Někteří Siungnuové se přesunuli na západ, kde se smísili s íránskými nomádskými Saky a dalšími etniky a dali vznik Hunům. Od Guignesovy doby bylo věnováno značné úsilí vědeckému výzkumu v této souvislosti. Tato otázka však zůstává stále předmětem debaty. Někteří historikové považují za pravlast tohoto bojovného kmene Korejský poloostrov. Jejich vztahy k jiným národům, které jsou souhrnně označovány jako íránští Hunové, jsou také sporné. Předpokládá se, že zahrnovali turkické, mongolské a ugrofinské kmeny, ale také některá indoevropská etnika.

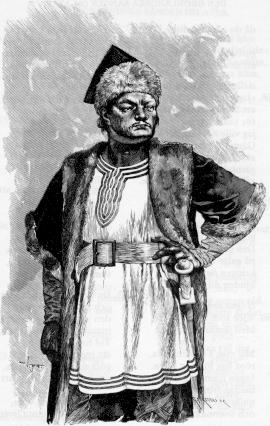
Hunský král Attila, ilustrace z roku 1893 k Poetické Eddě

O kultuře Hunů je známo jen velmi málo a přesvědčivě s nimi bylo spojeno jen několik archeologických nálezů. Předpokládá se, že prováděli umělé deformace lebek a používali bronzové kotle, v nichž patrně vařili koňské maso pro obřadní hostiny. Neexistuje popis hunského náboženství z Attilovy doby, ale jsou potvrzeny praktiky jako věštění a s největší pravděpodobností i existence šamanů. Je také známo, že měli svůj vlastní jazyk, nejspíše turkický, je však doložen pouze třemi slovy a několika osobními jmény. Z ekonomického hlediska je známo, že praktikovali podobu kočovného pastevectví: chovali koně, skot a ovce, chybí však zprávy o velbloudech dvouhrbých. Tradičním obydlím byly jurty, které mohly být upevněny na vozech, ale existovaly i dřevěné stavby. S rostoucím kontaktem s římským světem se jejich ekonomika stala s římskou svázanější skrze tribut, nájezdy a obchod. Před vstupem do Evropy neměli patrně sjednocenou vládu, ale během války s Římany si vyvinuli jednotné kmenové vedení. Hunové vládli nad řadou národů, které používaly různé jazyky a některé z nich udržovaly své vlastní panovníky. Hlavní vojenskou technikou Hunů byla jízdní lukostřelba.

## Historie

### Před Attilou

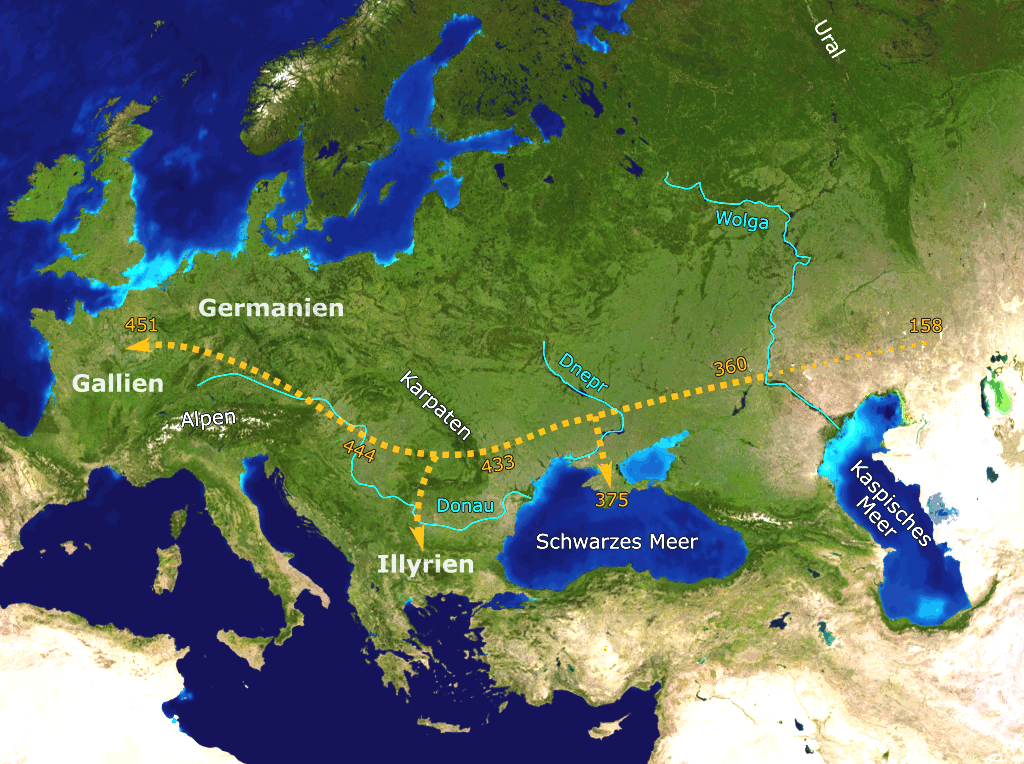
Předpokládaný přesun Hunů západním směrem

Podle evropské tradice byli poprvé hlášeni na východ od řeky Volhy v oblasti, která byla v té době součástí Skýtie; příchod Hunů je spojen s přesunem íránských Alanů západním směrem. Římané se o Hunech dozvěděli, když jejich vpád do pontských stepí donutil v roce 376 tisíce Gótů, aby se přesunuli na dolní tok Dunaje a hledali útočiště na římském území. Hunové porazili Alany, většinu Greutungů nebo východních Gótů, a pak většinu Tervingů nebo západních Gótů, z nichž většina uprchla do římské říše. V roce 395 začal první rozsáhlý hunský útok na východořímské říše. Hunové zaútočili na Thrákii, obsadili Arménii a drancovali Kappadokii. Pronikli do částí Sýrie, ohrožovali Antiochii a prošli provincií Euphratensis. Současně Hunové napadli Sasánovskou říši. Tato invaze byla zpočátku úspěšná a přiblížila se hlavnímu městu říše Ktésifónu; během perského protiútoku však byli poraženi.

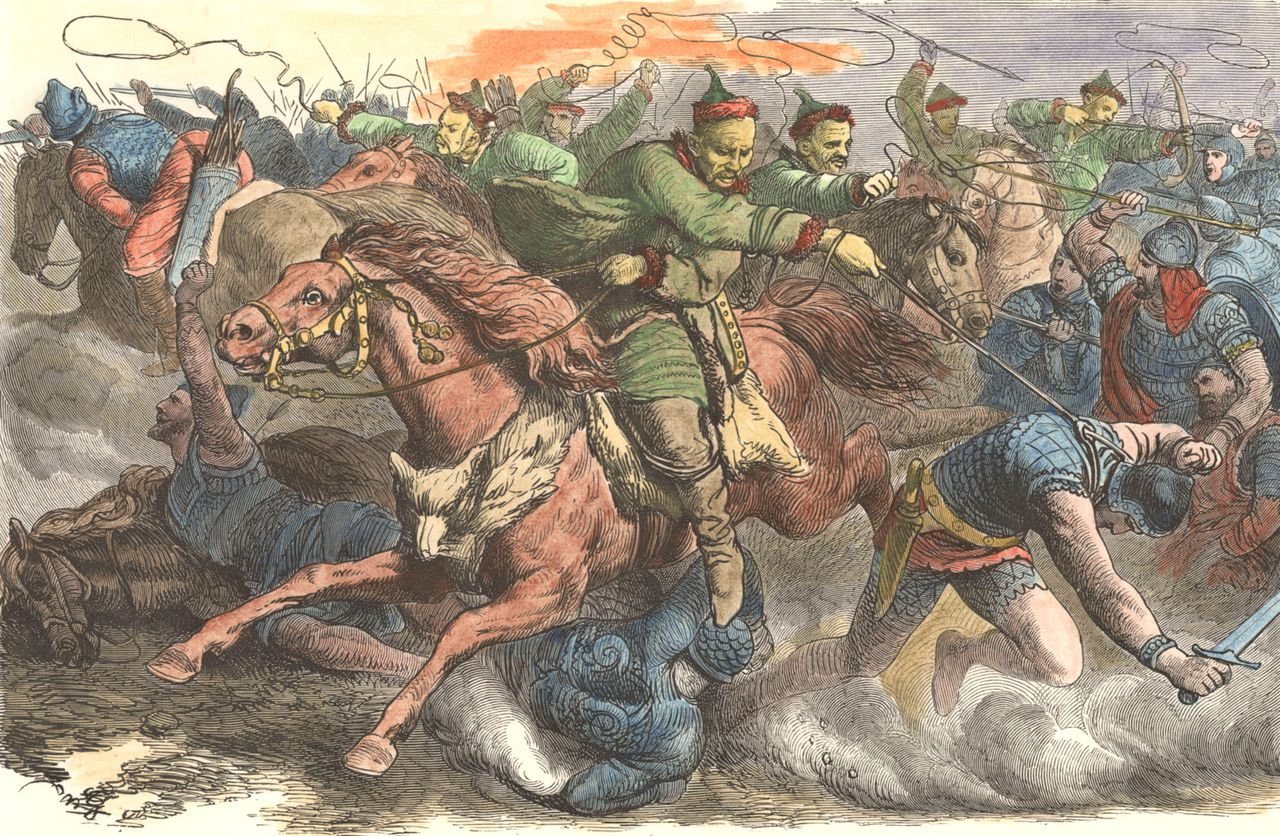
Hunové během bitvy s Alany od J. N. Geigera (1805–1880)

Během krátkého odklonu od východořímské říše mohli Hunové ohrožovat kmeny dále na západ. Uldin, první Hun v současných pramenech identifikovaný jménem, vedl skupinu Hunů a Alanů bojujících proti Radagaisovi na obranu Itálie. Uldin byl také známý tím, že porazil gótské povstalce, což způsobilo potíže východním Římanům kolem Dunaje a nechal setnout gótského vůdce Gaina v roce 400 či 401. Východořímská říše začala znovu cítit tlak Uldinových Hunů v roce 408, když překročil Dunaj a drancoval Thrákii. Východní Římané se pokusili Uldina koupit, ale jeho cena byla příliš vysoká, takže místo toho zaplatili Uldinovy podřízené, což vyústilo v mnohačetnou dezerci z Uldinovy skupiny Hunů. Sám Uldin utekl zpět přes Dunaj a dále o něm nejsou zmínky.
Hunští žoldnéři jsou zmiňováni při několika příležitostech ve službách Východo- a Západořímské říše, stejně jako Gótové, na přelomu 4. a 5. století. V roce 433 jim byly některé části Panonie postoupeny Aetiem, magistrem militum Západořímské říše.

### Pod Attilou

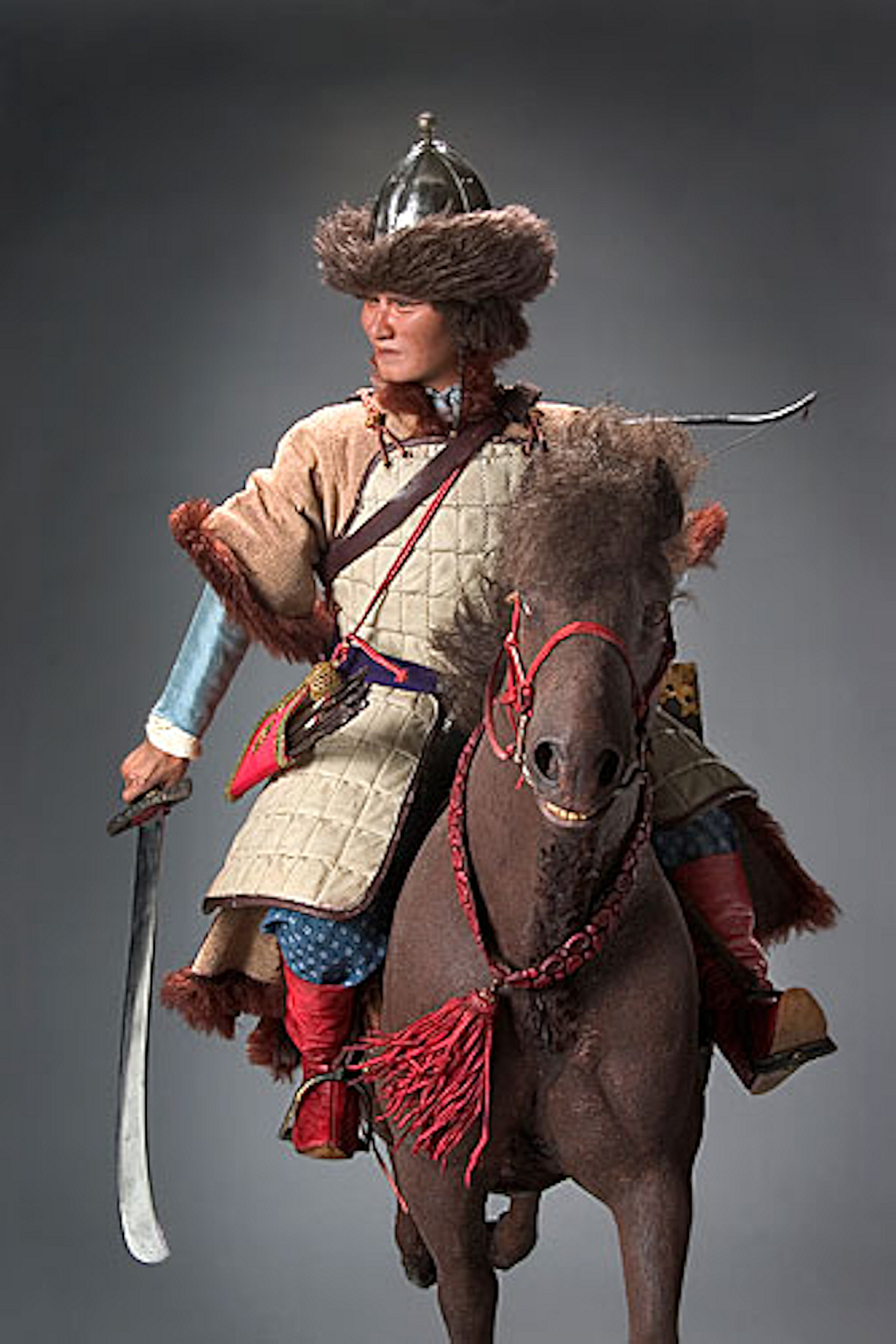
Rekonstrukce Attily jako hunského jezdce

Od roku 434 vládli Hunům společně bratři Attila a Bleda, kteří byli stejně ambiciózní jako jejich strýc Rugila. V roce 435 přinutili východořímskou říši k podpisu smlouvy z Margusu (Orašje), která dala Hunům obchodní práva a každoroční tribut od Říma. Když Římané smlouvu v roce 440 porušili, Attila a Bleda zaútočili na římskou pevnost a tržiště na břehu Dunaje Castru Constantias. Mezi Huny a Římany se rozhořely boje, Hunové přemohli slabou římskou armádu a zničili města Margus, Singidunum a Viminacium. Ačkoli bylo v roce 441 uzavřeno příměří, Konstantinopol o dva roky později opět nedodala tribut a válka pokračovala. V následující kampani se hunské armády přiblížily Konstantinopoli a než v bitvě u Chersonésu Římany porazily, vyplenily několik měst. Východořímský císař Theodosius II. vyhověl požadavkům Hunů a na podzim 443 byl se dvěma hunskými králi podepsán nový mír. Bleda zemřel v roce 445 a Attila se stal jediným vládcem Hunů.

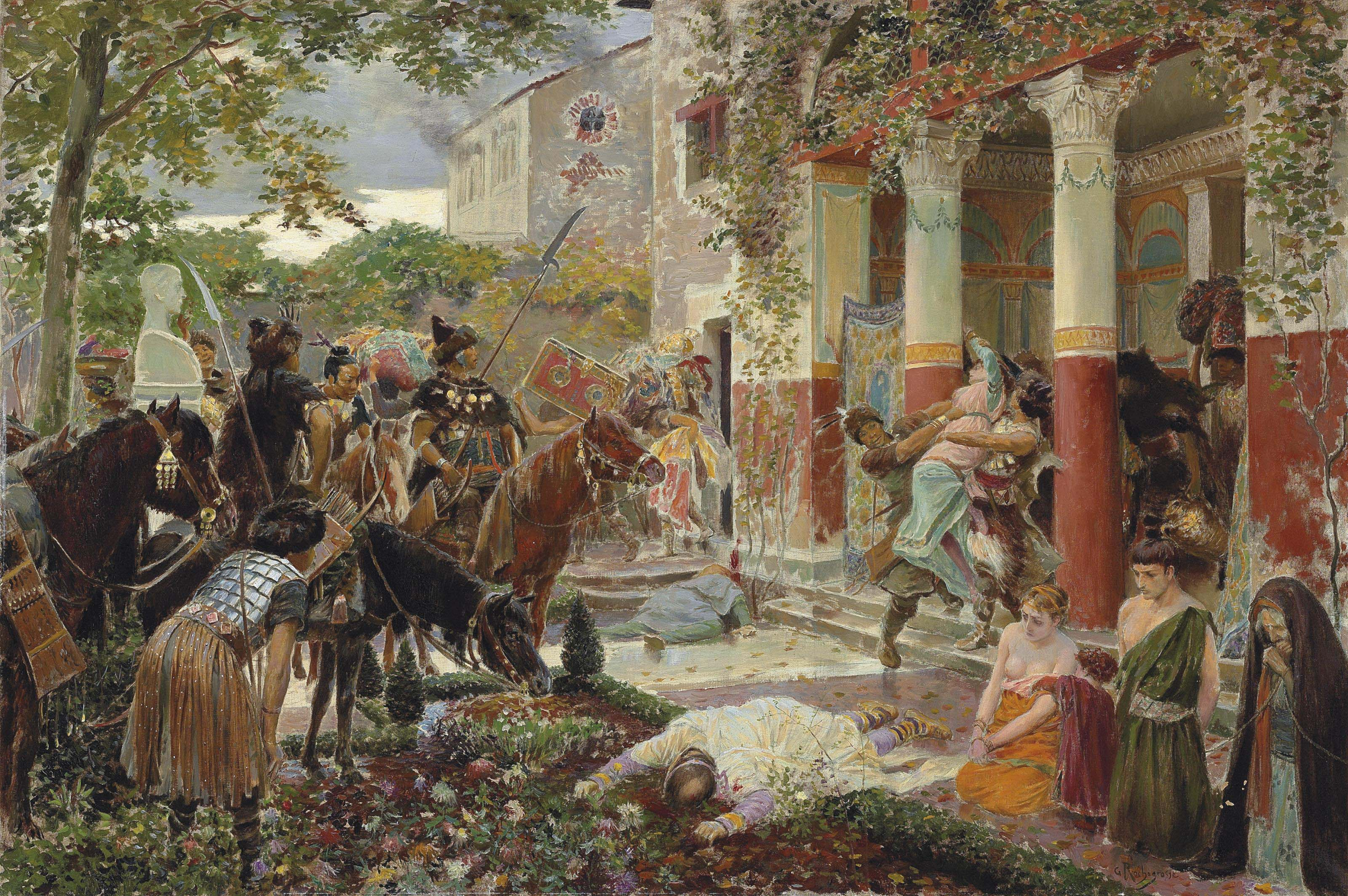
Hunové plení římskou villu v Galii

Attila v roce 447 napadl Balkán a Thrákii. Válka skončila v roce 449 dohodou, v níž Římané souhlasili s tím, že zaplatí Attilovi roční tribut 2100 liber zlata. Během nájezdů na východořímskou říši si Hunové udržovali dobré vztahy se západní říší. Nicméně Honoria, sestra západořímského císaře Valentiniana III., poslala Attilovi prsten a požádala o pomoc, aby unikla sňatku se snoubencem senátorem. Attila ji prohlásil za svou nevěstu a jako věno žádal polovinu západořímské říše. Kromě toho vznikl spor o právoplatném dědici krále sálských Franků. V roce 451 vstoupila Atillova vojska do Galie, kde nejprve zaútočila na Mety. Jeho armády pak pokračovaly na západ a prošly Paříží i Troyes, aby obléhaly Orléans. Flavius Aetius dostal od císaře Valentiniana III. pověření zbavit Orléans Hunů. Kombinovaná armáda Římanů a Vizigótů pak porazila Huny v bitvě na Katalaunských polích.

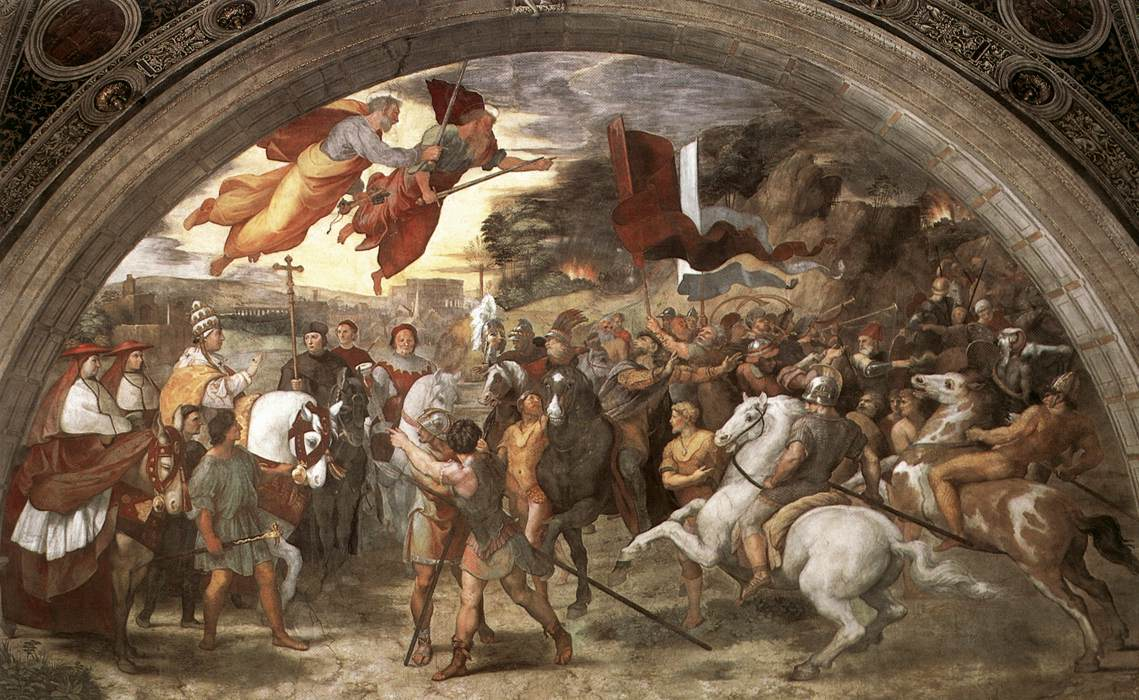
Setkání Lva Velikého s Attilou od Raphaela zobrazuje papeže Lva I., doprovázeného Svatým Petrem a Pavlem

Následující rok Attila obnovil požadavky na Honorii a území v západořímské Říši. Vedl armádu přes Alpy do severní Itálie, kde napadl a zpustošil několik měst. Císař Valentinianus III. doufal, že se vyhne Římu a poslal tři vyslance, nejvyšší civilní důstojníky Gennadia Aviena a Trigetia, jakož i papeže Lva I., který se s Attilou setkal na řece Mincio v blízkosti Mantovy, a získal od něj slib, že by se stáhl z Itálie a vyjednal s císařem mír. Nový východořímský císař Marcianus poté přestal platit tribut, což vedlo k tomu, že Attila plánoval útok na Konstantinopol. V roce 453 však během své svatební noci zemřel na krvácení.

### Po Attilovi
Po Attilově smrti v roce 453 čelila Hunská říše vnitřnímu mocenskému boji mezi vazalskými germánskými národy a vládnoucími Huny. Hunové v čele s Attilovým synem Ellakem, vládcem kmene Akatzirů, čelili během bitvy na řece Nedao gepidskému králi Ardarichovi, který vedl koalici germánských národů, aby hunskou nadvládu svrhl. Amalští Gótové se ve stejný rok vzbouřili pod vedením Valamira a Huny údajně porazil v odděleném střetnutí. K úplnému zániku hunské moci v karpatské oblasti to však nestačilo, jen se mnoho germánských kmenů vymanilo z hunského vazalství. Ve stejné době Hunové také čelili příchodům dalších turkických národů z východu, včetně Oghurů, Saragurů, Onogurů a Suarů. V roce 463 Saragurové porazil Akatziri nebo Akatirské Huny a začali vládnout v pontské oblasti.
Západní Hunové pod vedením Dengizicha měli potíže v roce 461, když je Valamir porazil ve válce proti Sadagům, spojencům Hunů. Jeho tažení se také setkalo s nelibostí Ernaka, vládce Akatzirů, který se chtěl zaměřit na příchozí Oghury. Dengizich na Římany zaútočil v roce 467 bez Ernakovy pomoci. Byl Římany obklíčen a dospěl k dohodě, že se vzdají, pokud jim bude dána půda a jeho hladovějícím silám budou poskytnuty potraviny. Během vyjednávání Hun ve službě Římanů jménem Chelchel přesvědčil nepřátelské Góty, aby na hunské vládce zaútočili. Římané pod velením generála Aspara a pomocí bucellariů poté napadli znesvářené Góty a Huny a porazili je. Dengizich byl v roce 469 poražen a zabit v Thrákii.
Po Dengizichově smrti se Hunové patrně smísili s jinými etnickými skupinami, jako např. Protobulhary. Historik Hyun Jin Kim ale tvrdí, že Hunové pokračovali pod Ernakovým vedením a stali se později kutrigurskými a utigurskými Huno-Bulhary. Tento závěr je stále předmětem debat. Někteří učenci také tvrdí, že další skupina identifikovaná ve starověkých zdrojích jako Hunové – severokavkazští Hunové, byli skutečnými Huny. Je známo, že vládci různých posthunských stepních národů si nárokují původ od Attily, aby legitimizovali své právo na moc. Od 4. století byli různé stepní národy západními a byzantskými zdroji označovány také jako „Hunové“. Podle sovětského badatele v oboru historie kočovnických říší Lva Nikolajeviče Gumiljova byly zbytky skutečných Hunů Bulhary zatlačeny na sever a zde se staly předky dnešních Čuvašů.

## Povaha Hunů

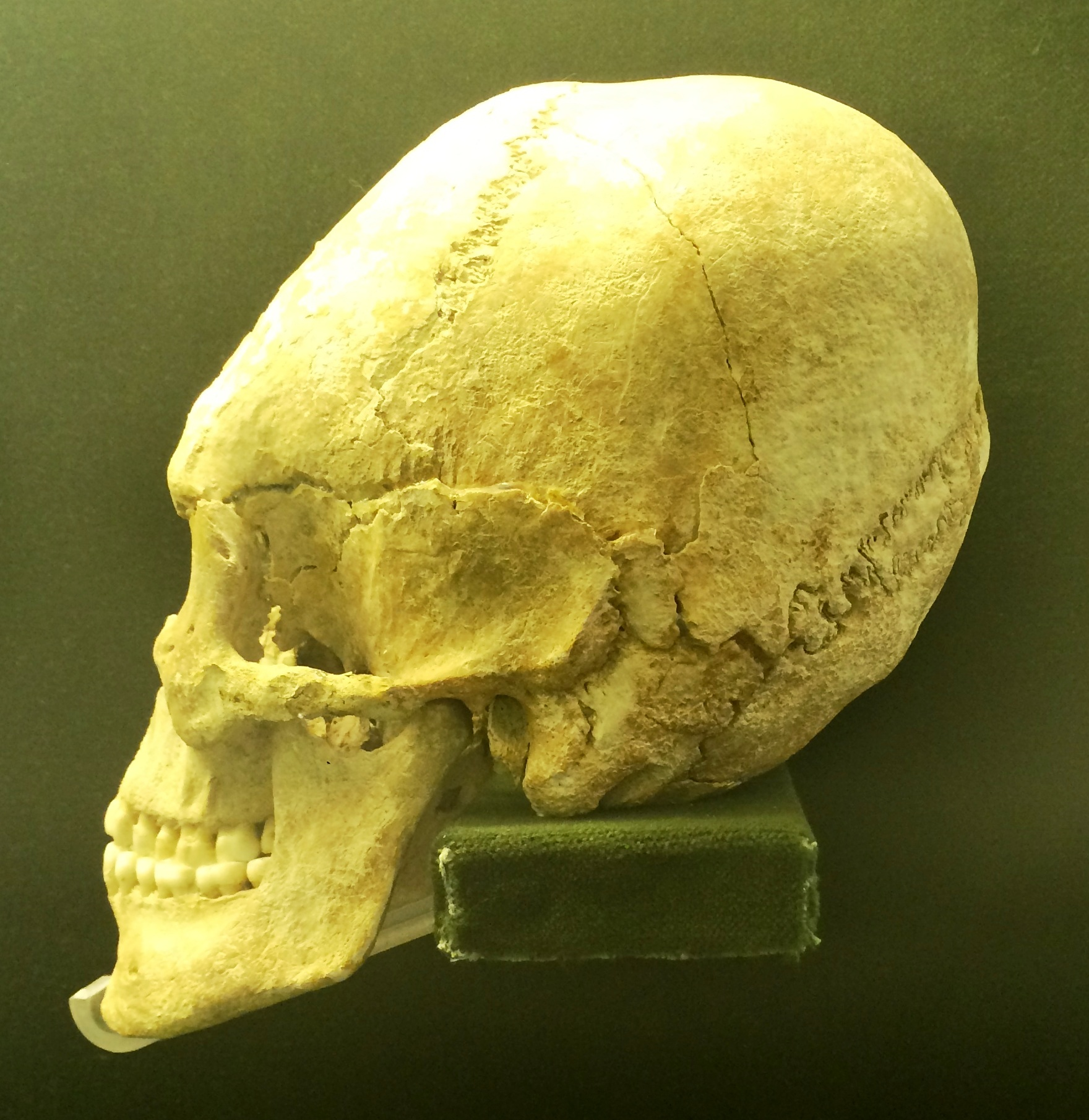
Lebka nalezená v Maďarsku pocházející z období Hunů

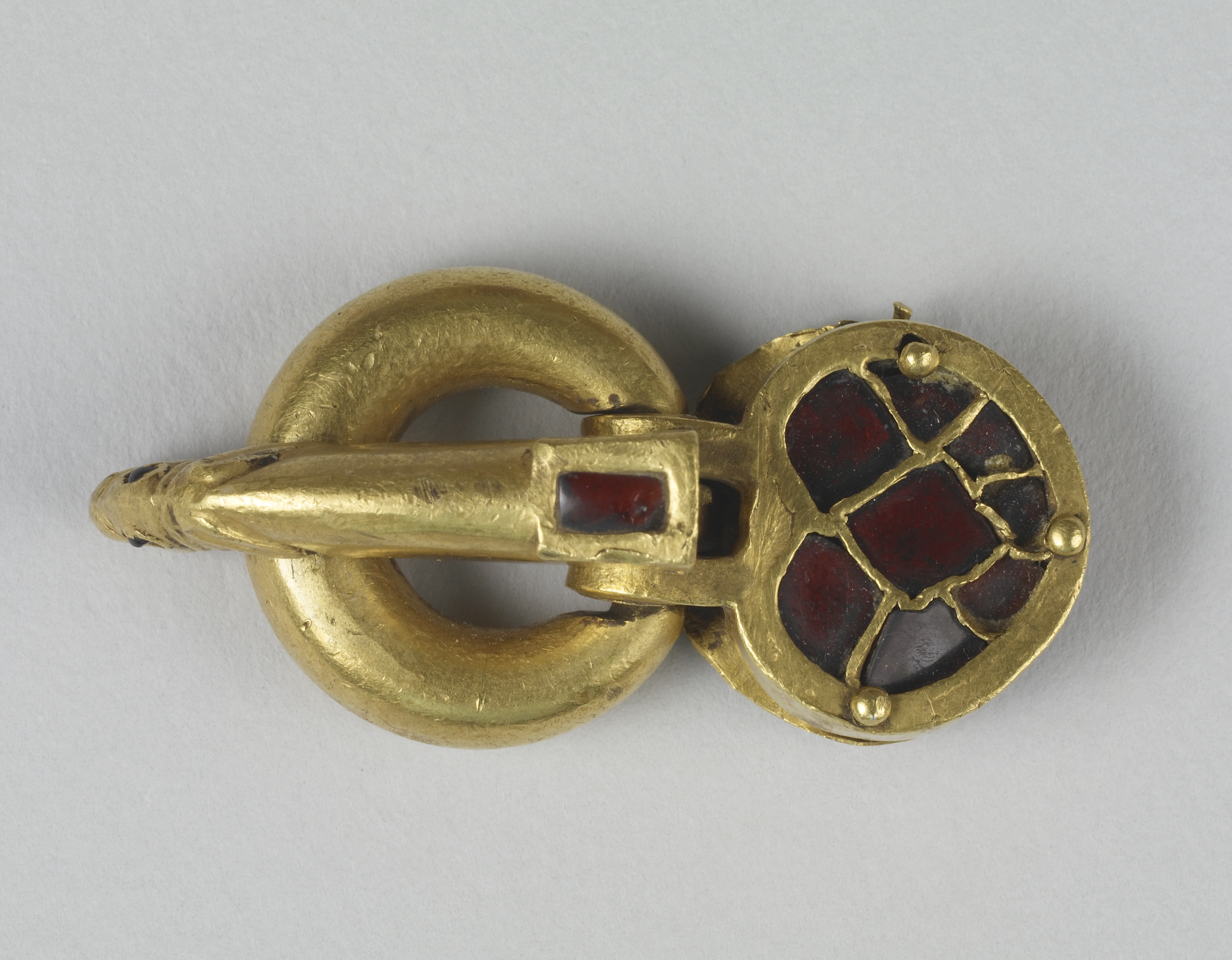
Hunská spona ze 4. století

Hunové trávili většinu svého života v koňském sedle. V jízdě byli cvičeni už od útlého dětství a své koně uměli ovládat. Jezdili na podivných malých koních, které pravděpodobně vyšlechtili z divokých prakoní. To jim umožnilo život v pustých stepích, rozprostírajících se od Mongolska až k Panonii (území dnešního Maďarska), ale také skvělou obratnost v boji. Díky svým válečnickým dovednostem se Hunové stali postrachem tehdejší evropské civilizace. Měli též zbraně vynikající kvality. Jejich jezdecké dovednosti a technické vynálezy (krátké a velmi ohebné luky z kompozitních materiálů) jim na rozdíl od protivníků dovolovaly používat luky i na koni. Hrůzu budily také jejich dvousečné meče.
Kromě toho jejich nepřátelům naháněly strach i jejich zápach, který Huny doprovázel. Hunové totiž považovali vodu za posvátnou a vykoupat se v ní by znamenalo její znesvěcení, proto se nemyli. Živili se převážně syrovým masem a zvířecí krev používali k pomazaní svých obličejů před bojem. Z toho pak vznikaly pověsti o tom, že Hunové požívají krev svých poražených nepřátel. Tváře většiny bojovníků pokrývalo množství jizev, které si přiváželi z bojů nebo se tak zdobili sami. Jedním z hunských zvyků bylo pořezat chlapcům obličej a rány zasypat popelem, což zamezilo úplnému zhojení jizvy. Mladí Hunové také rádi podnikali vražedné hony na civilní obyvatelstvo.

## Seznam hunských vládců
- Balamber (360–378)
- Uldin (390–410)
- Charanton (412–422)

### Říše Hunů
- Oktar (422–432)
- Rugila (432 – asi 437)
- Attila a Bleda (asi 437–445)
- Attila (445–453)
- Ellak (453 – asi 455)
- Dengizich (?–469)
- Ernakh (469–503)